# Opisthograptis immaculata
Opisthograptis immaculata är en fjärilsart som beskrevs av Charles Oberthür 1912. Opisthograptis immaculata ingår i släktet Opisthograptis och familjen mätare. Inga underarter finns listade i Catalogue of Life.